# Prohérésios
 (décembre 2014).
Prohérésios, Prohaeresius ou Proæresius (arménien : Պարույր, Parouyr ; grec moderne : Προαιρέσιος ; 276 à Césarée - 368) était un professeur de rhétorique arménien du IVe siècle.

## Biographie
Il était chrétien. Il a enseigné à Athènes. C'était l'un des principaux professeurs sophistes de l'époque de Diphantus et Epiphanius.
Il fut l'un des professeurs de Grégoire de Nazianze et de Basile de Césarée.